# Labores de los Meses

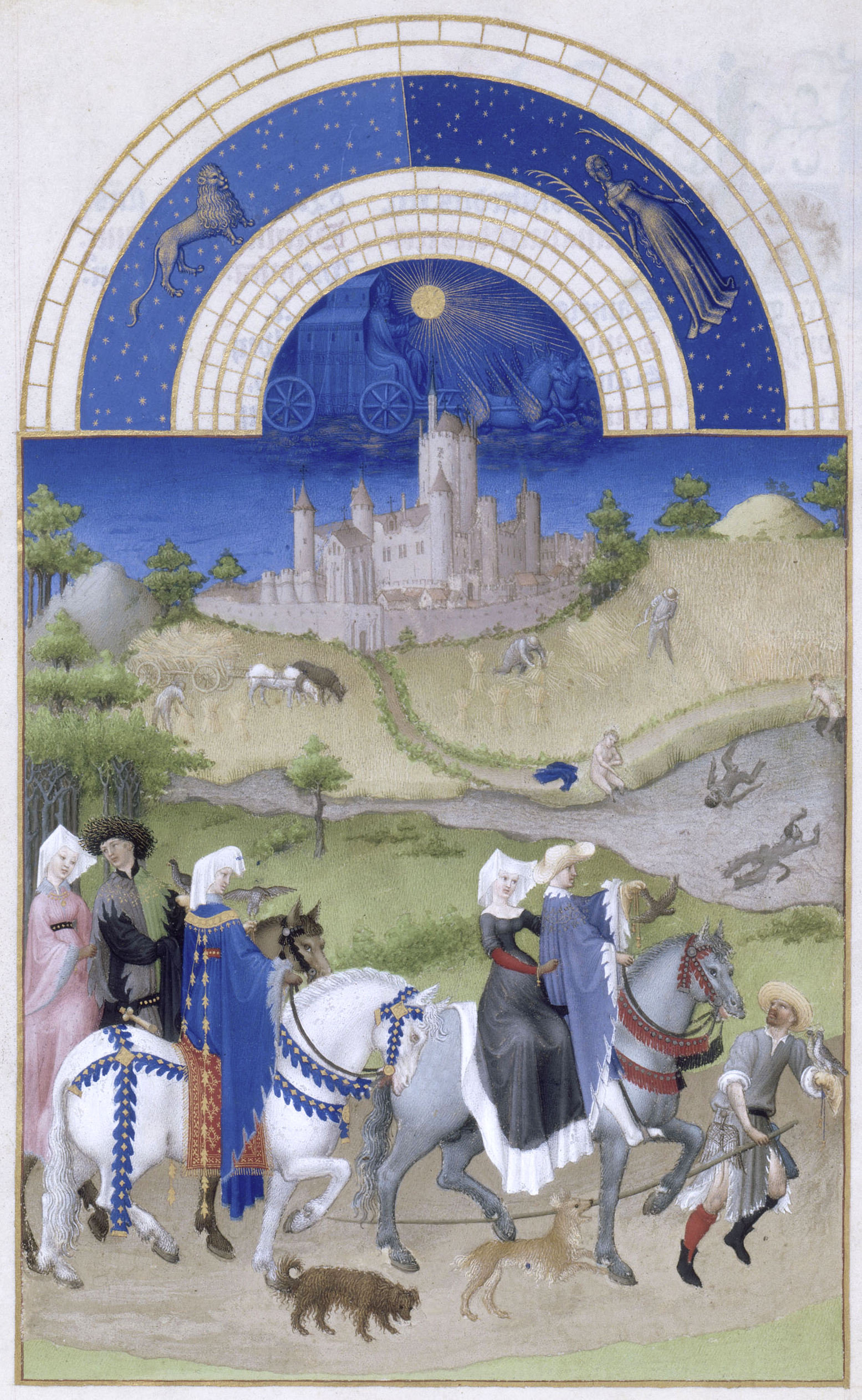
El mes de agosto en Las muy ricas horas del Duque de Berry, 1412-16, de los hermanos Limbourg; la corte caza con halcones y detrás se cosecha. Al fondo se aprecia el castillo del duque en Étampes. 22,5x13,6 cm

El término Labores de los Meses se refiere a ciclos del arte medieval y del Renacimiento temprano que representan en doce escenas las actividades rurales que comúnmente tenían lugar en los meses del año. A menudo están vinculados a los signos del zodíaco y se consideran la respuesta de la humanidad al ordenamiento del Universo por parte de Dios.
Las Labores de los Meses se encuentran con frecuencia como parte de grandes conjuntos escultóricos en iglesias y en manuscritos iluminados, especialmente en los calendarios de los Libros de Horas de finales de la Edad Media. Los manuscritos son importantes para el desarrollo de la pintura de paisajes, ya que contienen la mayor parte de las primeras pinturas donde se le dio protagonismo. El ciclo más famoso es el pintado a principios del siglo XV por los hermanos Limbourg en el manuscrito Las muy ricas horas del Duque de Berry. A principios del siglo XVI, mucho después de que se estableciera el género, el miniaturista Simon Bening produjo ciclos que vinculan los trabajos de los hermanos Limbourg con las pinturas de paisajes de Pieter Brueghel el Viejo.

## Ciclos típicos

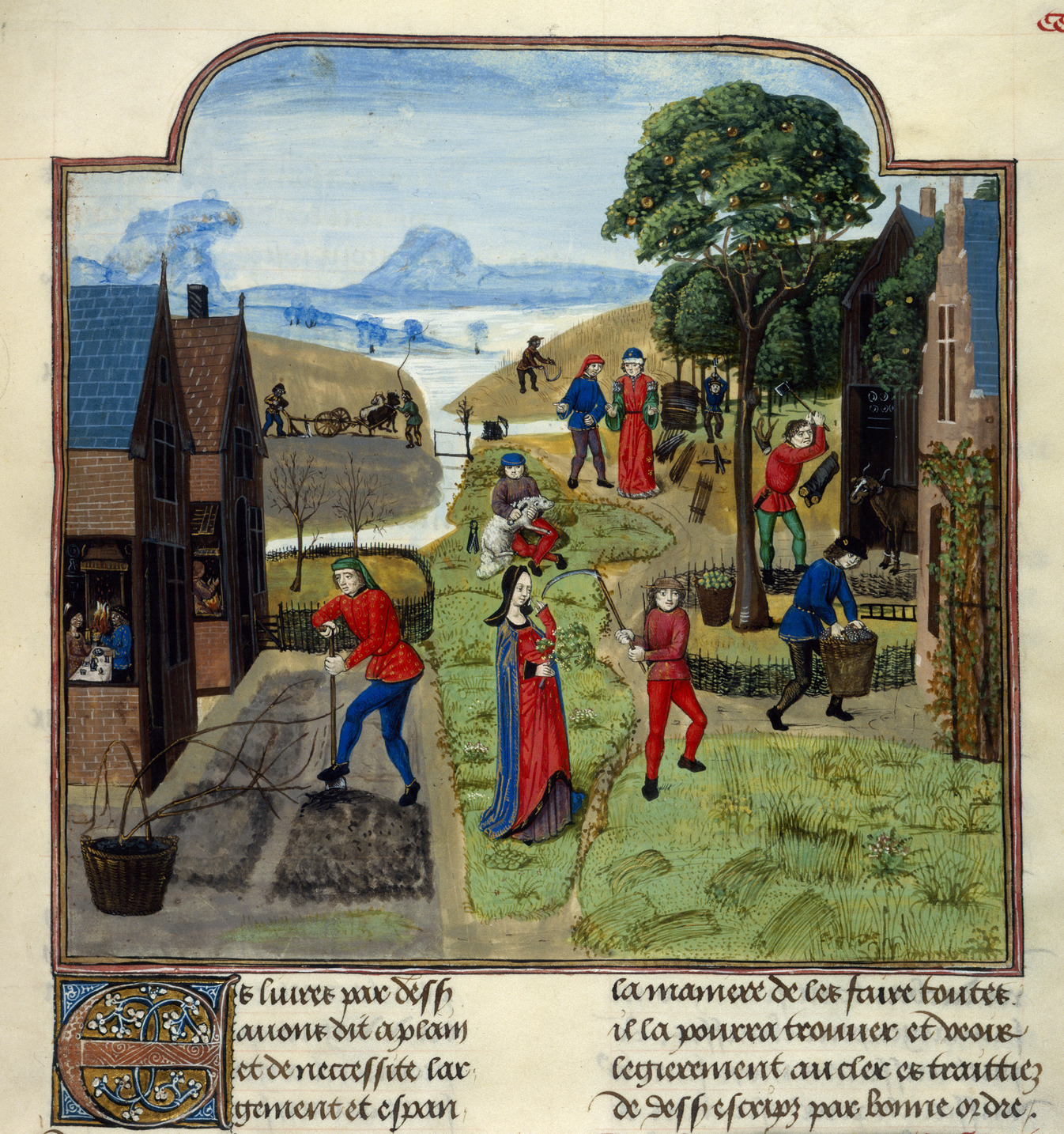
De manera atípica, esta ilustración del manual agrícola de Pietro Crescenzi muestra las 12 labores juntas. Francia, finales del.

El contenido de los ciclos varía según la fecha, el lugar y el propósito del trabajo. El manuscrito de Las muy ricas horas del Duque de Berry fue diseñado para uso personal de Juan, duque de Berry (fallecido en 1416), príncipe y potentado francés, y era inusualmente grande, lo que permitía mostrar muchos elementos típicos que se utilizaban a lo largo de varios meses. Este manuscrito combina información astrológica y calendárica en la parte superior, con una combinación de la vida agrícola del campesino, la vida de los cortesanos e ilustraciones de los numerosos castillos del duque al fondo de varias escenas. Un esquema simple típico era:
- Enero - fiesta
- Febrero - sentarse junto al fuego
- Marzo - podar árboles o cavar
- Abril - plantar, disfrutar del campo o recoger flores
- Mayo - venta ambulante, paseos en bote, amor cortés
- Junio - cosecha de heno
- Julio - cosecha de trigo
- Agosto - trilla del trigo
- Septiembre - vendimia
- Octubre - arar o sembrar
- Noviembre - recoger bellotas para los cerdos
- Diciembre - matar cerdos, hornear.

Sin embargo, podía haber muchas otras variaciones además de las anteriores, especialmente en las principales zonas vitivinícolas, donde se incluyeron más escenas relacionadas con el vino. En los ciclos de manuscritos, las escenas de caza pueden aparecer en la mayoría de las épocas del año. Los ciclos italianos suelen adelantar las escenas agrícolas un mes antes que los de los Países Bajos o Inglaterra. Algunos ciclos muestran (generalmente en abril o mayo) escenas que incluyen jardines medievales. El impacto del inicio de la Pequeña Edad de Hielo se ha detectado en diferencias entre ejemplos tempranos y tardíos.

## Ciclos de esculturas

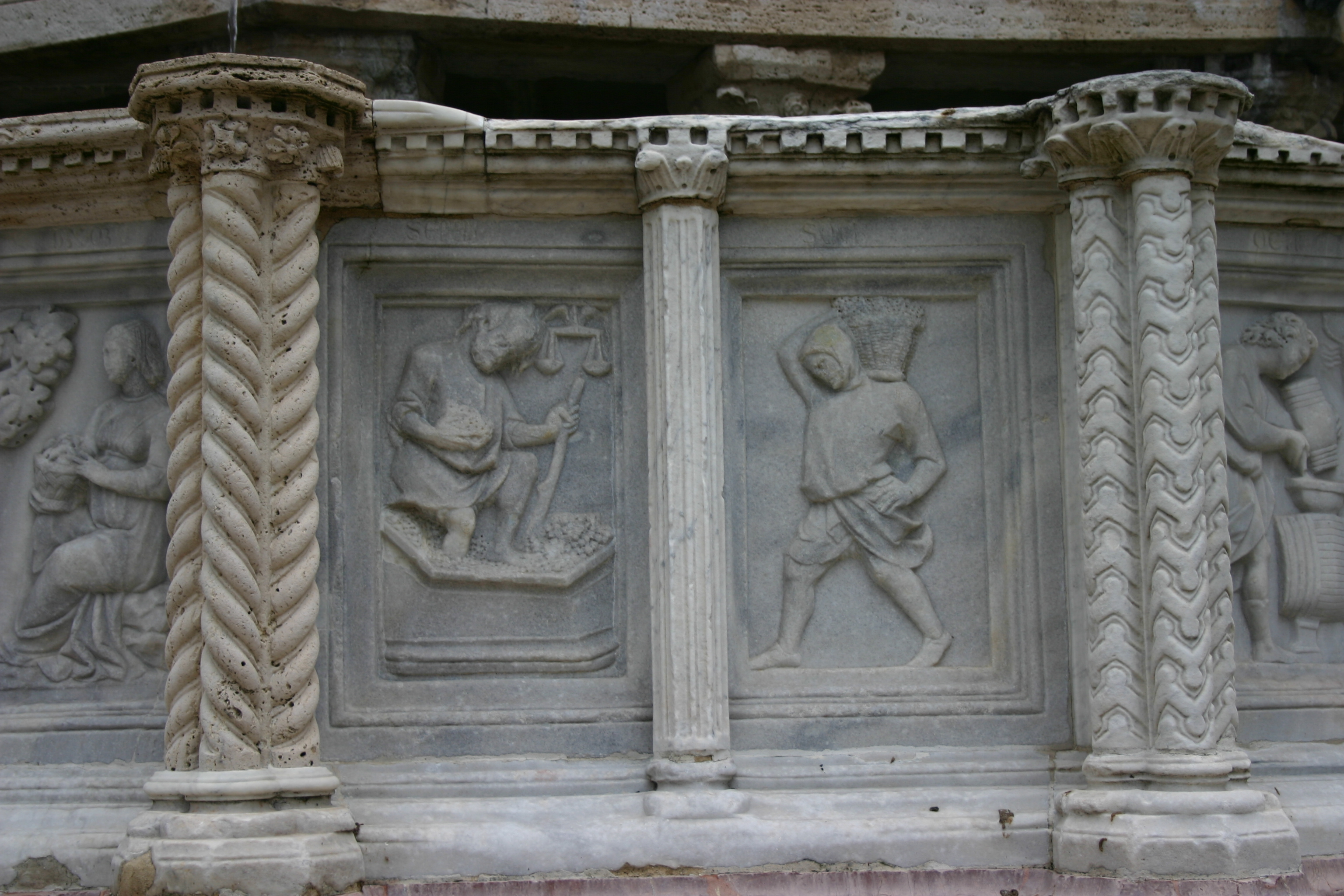
El mes de septiembre en la Fontana Maggiore de Perugia (c. 1275), de Nicola y Giovanni Pisano, muestra el pisado de la uva.

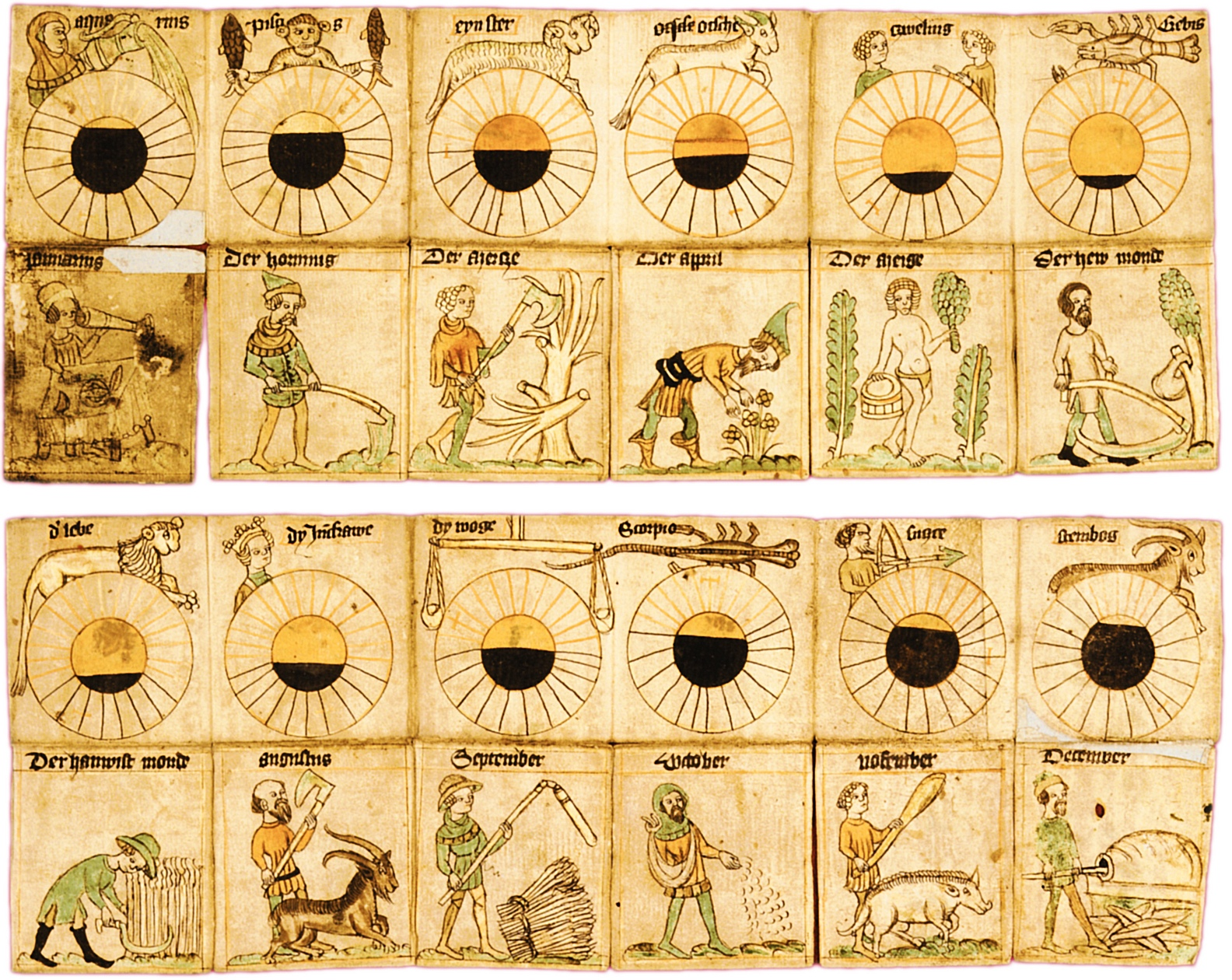
Conjunto de imágenes de una sola figura. Alemania, c. 1400

La mayoría de los ciclos esculpidos en Europa, especialmente cuando están comprimidos en la arquivolta de un portal, consisten en un símbolo astrológico al lado, encima o incorporado en una escultura o relieve que ilustra un trabajo mensual. Algunos ejemplos esculpidos de los muchos supervivientes son:
- Catedral de Chartres: arquivoltas del portal oeste y norte.
- Catedral de Notre Dame de París: jambas norte de la fachada oeste (Portal de la Virgen) y un vitral del ciclo del zodíaco, labores, vicios y virtudes que llena el rosetón oeste.
- Basílica de Vézelay: arquivolta de la entrada principal oeste de la basílica.
- Catedral de Autun: arquivolta de la entrada principal oeste de la catedral.
- Catedral de Ferrara
- Basílica San Marcos de Venecia: portal principal.
- Basílica de San Zenón de Verona: fachada.
- Catedral de San Martín de Lucca: grandes paneles en bajorrelieve con pequeños signos del zodíaco, a derecha e izquierda de la puerta de la fachada principal.
- Fontana Maggiore de Perugia: entre los que rodean el pilón inferior de la gran fuente frente al Duomo se encuentran paneles en relieve que muestran las labores mensuales.
- Catedral de Otranto: los signos del zodíaco y las labores forman parte de las escenas de mosaico que cubren todo el suelo.
- Catedral de Canterbury: los signos del zodíaco y las labores de los meses se encuentran entre los temas ilustrados en grandes medallones con incrustaciones de mármol en el suelo en el borde de la Capilla de la Trinidad, cerca de donde se encontraba el santuario de Santo Tomás Becket.
- Iglesia de San Agustín de Brookland, Kent: gran fuente cilíndrica de plomo con relieves de los signos del zodíaco y las labores de los meses; un raro ejemplo en el Reino Unido de este tipo de fuente y de la combinación de signos del zodíaco y labores de los meses.
- Catedral de Carlisle, Cumbria: los capiteles foliados de los doce pilares del coro contienen cada uno una figura que representa una de las labores de los meses.

## Vitrales

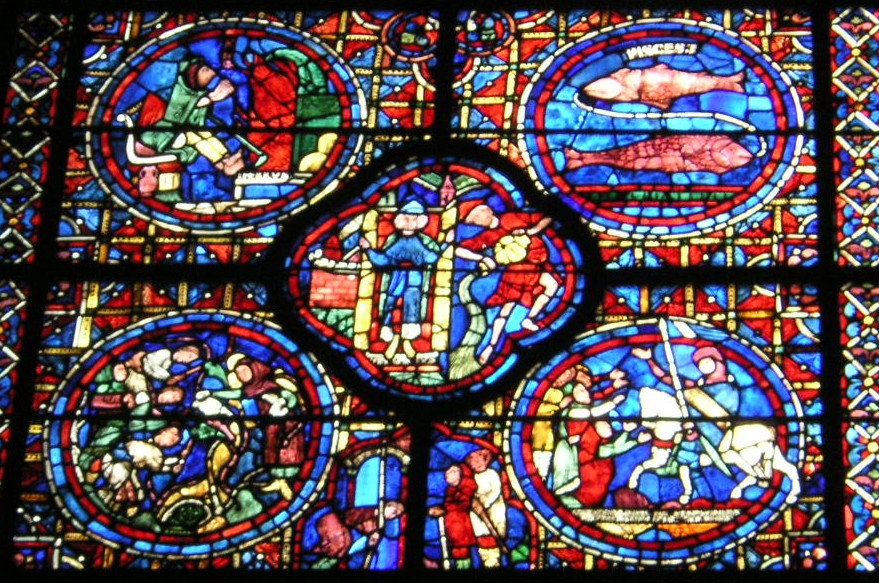
Los meses de diciembre, enero y febrero en un vitral de la Catedral de Chartres

Las Labores de los Meses a menudo se muestran en aquellos rosetones dedicados a la Creación, ya que la naturaleza circular de la ventana se adapta al tema cíclico. En estas vitrales los meses forman parte de un complejo esquema iconográfico. Otros vitrales tienen las Labores de los Meses específicamente como tema.
- Basílica de Saint-Denis: rosetón de la Creación en el crucero norte.
- Catedral de Chartres: vitral de las "Labores de los Meses" en el deambulatorio sur.